# Alessandro Preziosi
Alessandro Preziosi (Napoli, 19 aprile 1973) è un attore italiano.

## Biografia

### Anni novanta
Figlio di avvocati, il padre Massimo, un avvocato penalista, era di Avellino, mentre la madre Maria Cristina di Nocera, di nobile famiglia, è di Napoli. Si diploma presso il Liceo classico Umberto I di Napoli. Nel 1998 si laurea in Giurisprudenza, con il massimo dei voti, presso l'Università degli Studi di Napoli Federico II. In seguito, lavora come assistente di Diritto tributario presso l’Università degli Studi di Salerno.
Nel 1996 a 23 anni partecipa al programma Beato tra le donne, condotto da Paolo Bonolis. Si presentò con il nome di Axel Preziosi e non solo vinse la puntata a cui partecipò, ma arrivò anche a un passo dalla vittoria del titolo di "Beatissimo" nella puntata finale, perdendo però all'ultima votazione contro Raffaello Zanieri.
Frequenta poi l'Accademia dei Filodrammatici di Milano, segnalandosi all'attenzione del regista Antonio Calenda che gli affida il ruolo di Laerte nell'Amleto.
Successivamente lavora in televisione nella soap opera di Canale 5, Vivere, e nella miniserie tv Una donna per amico 2 di Rossella Izzo, ma continua a cimentarsi nel teatro realizzando il monologo Le ultime ore di AI insieme all'amico Tommaso Mattei, con il quale inizierà un sodalizio di produzione artistica dando vita alla società Khora Teatro.
In seguito, lasciata la soap, recita nella Trilogia di Eschilo, sempre per la regia di Calenda, nelle vesti dell'araldo in Agamennone e di Oreste in Coefore ed Eumenidi, ottenendo l'apprezzamento della critica.

### Anni duemila
L'apice arriva con Elisa di Rivombrosa, serie televisiva di Cinzia TH Torrini, trasmessa tra dicembre 2003 e febbraio 2004 da Canale 5, grazie al cui successo vince il Telegatto come personaggio maschile dell'anno nel ruolo del conte Fabrizio Ristori. Nella seconda stagione è presente solo nelle prime due puntate, avendo scelto di dedicarsi nuovamente al teatro con il Re Lear, per la regia di Calenda, nel ruolo di Edmund, seguito dalla commedia musicale Datemi tre caravelle, produzione originale di Khora Teatro, in cui interpreta Cristoforo Colombo, ruolo che tornerà a ricoprire nelle successive repliche del 2005 e 2006.
Dopo lo short movie del 2001 dedicato dal regista Giorgio Reale al caso Scieri, nel 2004 è protagonista del suo primo lungometraggio, Vaniglia e cioccolato di Ciro Ippolito, e della miniserie televisiva in sei puntate Il capitano di Vittorio Sindoni, trasmessa da Rai 2; nella seconda stagione, in onda nel 2007, è presente solo nelle prime due puntate e nell'ultima.
Nel 2007 appare sul grande schermo nei film I Viceré di Roberto Faenza, e La masseria delle allodole, di Paolo e Vittorio Taviani.
Nel mese di settembre è chiamato a partecipare come voce narrante, insieme a Giannini, Guaccero e Fulco, all'evento La notte dell'Agorà sulla spianata del Santuario di Loreto, primo incontro dei giovani con Benedetto XVI.
Nel 2008 torna in televisione su Rai Uno con Il commissario De Luca, 4 film tv, tratti dai romanzi di Carlo Lucarelli e con la regia di Antonio Frazzi. Il commissario De Luca, opera di elevato standard qualitativo, riceve in Italia il premio Kineo per il miglior film televisivo al Festival di Venezia 2008 e il gran premio internazionale Efebo D'Oro di Agrigento come miglior adattamento televisivo di un testo letterario. Ad Alessandro Preziosi viene assegnato l'Efebo D'Argento per la "magistrale interpretazione". Con questa realizzazione, l'attore vince anche il premio internazionale Golden Chest , assieme al regista Antonio Frazzi.
Sempre nel 2008, è produttore e interprete di due eventi teatrali: il melologo Il Ponte, scritto da Carmelo Pennisi con musiche di Di Battista, e Amleto, riduzione dell'omonima tragedia di Shakespeare su testi di Eugenio Montale. Il melologo, attraverso le ansie di un semplice operaio, fa rivivere la storia e le storie del Sud; presentato in anteprima a maggio a Roma in occasione del Workshop Lavoro e Creatività, a settembre viene riproposto a Reggio Calabria fra gli appuntamenti del Settimo Laboratorio Internazionale di Architettura. L'Amleto diretto da Armando Pugliese debutta a luglio al Teatro Romano di Verona, prima tappa di un'applaudita tournée estiva. In occasione de "La Versiliana", a coronamento dell'impegno in ambito teatrale, gli viene attribuito il Talento d'Oro nella prima edizione del Premio Franco Martini: un teatro una vita.
Sul fronte cinematografico, Preziosi è fra gli interpreti del film Il sangue dei vinti , tratto dal controverso saggio storico di Giampaolo Pansa, per la regia di Michele Soavi, con Michele Placido protagonista. Il film è stato presentato come evento speciale nell'ottobre 2008 alla Festa del Cinema di Roma.
L'Amleto con Preziosi e una compagnia di attori, sia giovani che di lunga carriera, viene rappresentato con successo nel corso di una doppia tournée (stagioni 2008/2009 e 2009/2010) che raggiunge i teatri di 50 città e cittadine italiane. Nell'estate 2009, a conferma del continuo sostegno dei valori civili e culturali, la società di produzione teatrale Khora Teatro - fondata nel 2004 da Alessandro Preziosi, Tommaso Mattei e Aldo Allegrini - cura la produzione e partecipa come attore nel video dello spettacolo Il sapore della cenere di Ariel Dorfman con la regia di Juan Diego Puerta López, ispirato al libro di Kerry Kennedy Speak truth to power con la partecipazione straordinaria in video di Piera Degli Esposti, Enrico Lo Verso, e promosso dalla Robert F. Kennedy Foundation of Europe Onlus in coproduzione con Khora Teatro e il Museo d'Arte Contemporanea "Luigi Pecci" (Prato). Inaugura il Festival shakespeariano di Verona '09 con un'innovativa La dodicesima notte, in cui Luca De Filippo, diretto da Armando Pugliese, si cimenta per la prima volta con il Grande Bardo.
A settembre 2009 Preziosi gira Mine vaganti, pluripremiata commedia ambientata nel Salento con Riccardo Scamarcio ed Ennio Fantastichini, diretta da Ferzan Özpetek, e arrivata nelle sale nel marzo 2010. Per presentare il film l'attore si presta per un'intervista con Victoria Cabello completamente nudo.

### Anni duemiladieci
Nel gennaio 2010, interpreta Sant'Agostino nell'omonima miniserie di Lux Vide diretta da Christian Duguay, seguita su Raiuno da una media di 7 milioni di spettatori. Nello stesso anno fa parte del cast del nuovo lavoro di Fausto Brizzi, ovvero la doppia pellicola Maschi contro femmine e Femmine contro maschi. Sempre nel 2010, grazie all'intensità del suo Amleto, Alessandro Preziosi riceve il Premio Gassman - Teatranti dell'anno. Nel 2011 gira un serial TV per Canale 5 dal titolo Un amore e una vendetta per la regia di Raffaele Mertes nel ruolo dell'imprenditore Lorenzo Bermann, e uno per Rai 1 dal titolo Edda Ciano e il comunista per la regia di Graziano Diana nel ruolo del comunista Leonida Buongiorno, ed è sul set cinematografico come protagonista, insieme a Laura Chiatti, del film Il volto di un'altra di Pappi Corsicato (2013).
Nel frattempo Preziosi insegna al DAMS di Link Campus University di Roma e, a partire dal 2011, per tre anni è direttore artistico del Teatro Stabile d'Abruzzo. Nel periodo aquilano, come promotore dei Cantieri dell'immaginario, elabora e assiste tre spettacoli-laboratorio/evento: Troilo e Cressida (L'Aquila ferita), Sogno di una notte di mezza estate (il sogno di recuperare la Città) e Odissea (ritorno degli esuli alla Città). Dalla collaborazione di TSA e Khora Teatro nasce il Cyrano di Bergerac, interpretato e diretto da Preziosi, che in due stagioni di repliche (2012/2013 e 2013/2014) raccoglie ampi consensi di pubblico e critica. Nel 2014 l'artista cura e interpreta il monologo Cyrano sulla luna che viene premiato con la Maschera d'oro del Teatro italiano.
Per Rai Fiction, interpreta il giudice Sossi in Gli anni spezzati - Il giudice di Graziano Diana (2012); successivamente recita nel Film TV italo-tedesco La mia bella famiglia italiana di Olaf Kreinsen (2013) e nella miniserie Per amore del mio popolo di Antonio Frazzi, in memoria di Giuseppe Diana, il sacerdote di Casal di Principe (2013). Sempre nel 2013, per Lux Vide interpreta una rivisitazione della fiaba La bella e la bestia, diretta da Fabrizio Costa.
Nelle stagioni teatrali 2014-2015 e 2015-2016, a conclusione di un percorso nei classici di ambientazione secentesca, Alessandro Preziosi produce - insieme a TSA e Khora Teatro -, dirige e interpreta con considerevole riscontro di pubblico e critica il Don Giovanni di Molière, avvalendosi di interpreti come Nando Paone e Lucrezia Guidone e della supervisione artistica di Alessandro Maggi. In questi anni, Khora Teatro, di cui Preziosi è direttore artistico, intensifica l'attività di produzione di spettacoli dal vivo proponendo sulla scena italiana testi innovativi. Fra le tante rappresentazioni spiccano l'intensa Madame Bovary di Gustave Flaubert diretta da Andrea Baracco con Lucia Lavia, nella riscrittura teatrale di Letizia Russo, e la moderna rivisitazione, sempre di Baracco, di Romeo e Giulietta di William Shakespeare con Antonio Folletto, Lucia Lavia e Alessandro Preziosi nel ruolo di Mercuzio, in scena nell'Estate shakespeariana veronese 2016 e in tour nel 2017. Nella stagione 2017-2018 debutta con Van Gogh - L'odore assordante del bianco di Stefano Massini, diretto da Alessandro Maggi.
Negli ultimi anni non mancano impegni in fiction televisive Rai di richiamo - come Tango per la libertà, I Medici nel ruolo di Brunelleschi e Sotto copertura - e partecipazioni a film quali L'amore rubato e Classe Z.

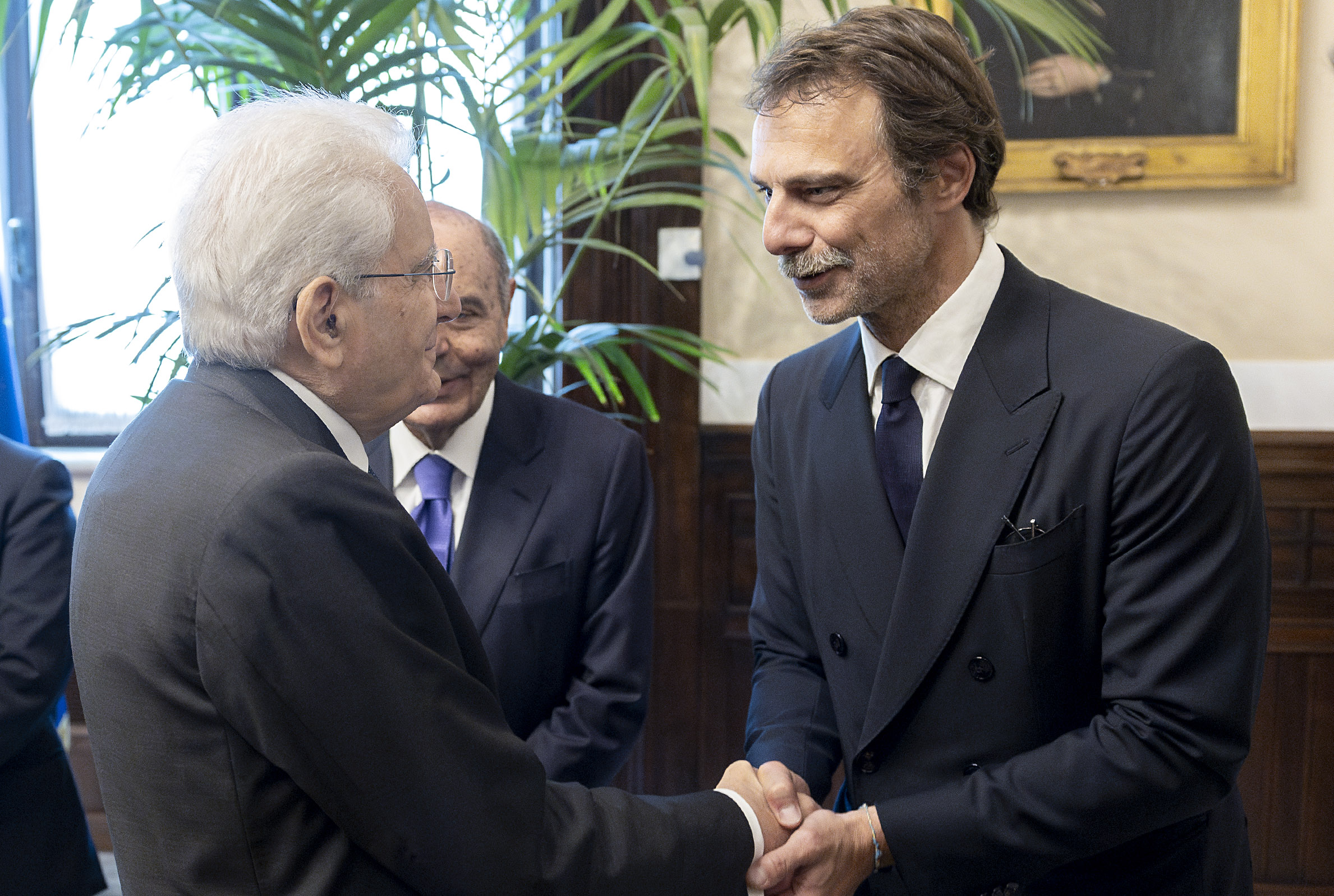
Alessandro Preziosi insieme al Presidente della Repubblica Sergio Mattarella in occasione del centesimo anniversario del delitto di Giacomo Matteotti

Nel 2020 dirige e interpreta il documentario "La legge del terremoto", presentato in anteprima mondiale al Festival di Roma.
Nel 2021 è protagonista di Mio fratello, mia sorella di Roberto Capucci, distribuito da Netflix in collaborazione con Mediaset.
Nel 2023 interpreta Andrea, padre di Giovanna, un'adolescente alla ricerca della propria identità, in La vita bugiarda degli adulti.

## Vita privata
Ha due figli: Andrea Eduardo (1995) nato dalla relazione con Rossella Zito, ed Elena (2006) nata dalla relazione con Vittoria Puccini, sua collega conosciuta sul set di Elisa di Rivombrosa nel 2003, durata fino al 2010. È tifoso del Napoli e vive a Roma.
Crede in Dio e ama leggere le Confessioni di sant'Agostino. È riconoscente al Papa che ha incontrato nel 2007, in occasione della sua festa all'Agorà di Loreto.

## Filmografia

### Attore

#### Cinema
- A Lele - Il caso Scieri, regia di Giorgio Reale (2001)
- Vaniglia e cioccolato, regia di Ciro Ippolito (2004)
- La masseria delle allodole, regia dei Fratelli Taviani (2007)
- I Viceré, regia di Roberto Faenza (2007)
- Il sangue dei vinti, regia di Michele Soavi (2008)
- Mine vaganti, regia di Ferzan Özpetek (2009)
- Maschi contro femmine, regia di Fausto Brizzi (2010)
- Femmine contro maschi, regia di Fausto Brizzi (2011)
- Il volto di un'altra, regia di Pappi Corsicato (2012)
- Passione sinistra, regia di Marco Ponti (2013)
- Amazonia 3D, regia di Thierry Ragobert, voce fuori campo (2014)
- L'amore rubato, regia di Irish Braschi (2016)
- Lost in Florence - Un'estate a Firenze (Lost in Florence), regia di Evan Oppenheimer (2017)
- Classe Z, regia di Guido Chiesa (2017)
- Nessuno come noi, regia di Volfango De Biasi (2018)
- Mio fratello, mia sorella, regia di Roberto Capucci (2021)
- Bla Bla Baby, regia di Fausto Brizzi (2022)
- La cura, regia di Francesco Patierno (2022)

#### Televisione
- Beato tra le donne – programma TV (1996)
- Vivere, registi vari – soap opera (1999-2002)
- Una donna per amico 2, regia di Rossella Izzo – miniserie TV (1999)
- Elisa di Rivombrosa, regia di Cinzia TH Torrini – serie TV (2003-2004)
- Il capitano, regia di Vittorio Sindoni – serie TV (2005-2007)
- Elisa di Rivombrosa - Parte seconda, regia di Cinzia TH Torrini e Stefano Alleva – serie TV (2005)
- L'uomo che rubò la Gioconda, regia di Fabrizio Costa – miniserie TV (2006)
- Il commissario De Luca, regia di Antonio Frazzi – serie TV (2008)
- Sant'Agostino, regia di Christian Duguay – miniserie TV (2010)
- Edda Ciano e il comunista, regia di Graziano Diana – film TV (2011)
- Un amore e una vendetta, regia di Raffaele Mertes – miniserie TV (2011)
- Gli anni spezzati - Il giudice, regia di Graziano Diana – miniserie TV (2014)
- La mia bella famiglia italiana, regia di Olaf Kreinsen – film TV (2014)
- Per amore del mio popolo, regia di Antonio Frazzi – serie TV (2014)
- La bella e la bestia, regia di Fabrizio Costa – miniserie TV (2014)
- Tango per la libertà, regia di Alberto Negrin – miniserie TV (2016)
- I Medici, regia di Sergio Mimica-Gezzan – serie TV (2016)
- Sotto copertura - La cattura di Zagaria, regia di Giulio Manfredonia – serie TV (2017)
- Liberi di scegliere, regia di Giacomo Campiotti – film TV (2019)
- Non mentire, regia di Gianluca Maria Tavarelli – miniserie TV (2019)
- Masantonio - Sezione scomparsi, regia di Fabio Mollo ed Enrico Rosati – serie TV (2021)
- La vita bugiarda degli adulti, regia di Edoardo De Angelis – serie TV (2023)
- Black Out, regia di Riccardo Donna, Fabio Resinaro e Nico Marzano – serie TV (2023-2025)
- Leopardi - Il poeta dell'infinito, regia di Sergio Rubini – miniserie TV (2025)

#### Cortometraggi
- L'alchimia del gusto, regia di Edo Tagliavini (2008) e prodotto da Pasta Garofalo, un progetto di product placement via web
- Portati 'o pigiama, regia di Pappi Corsicato (2014)
- Romeo, regia di Marcello Di Noto (2015)

### Regista
- La legge del terremoto (2020)

## Teatro
- Trappola per topi (1995)
- Monologhi (1995)
- La strana quiete (1996)
- L'aio dell'imbarazzo (1996)
- Risvegli di primavera (1997)
- Cyrano di Bergerac (1997)
- Amleto di William Shakespeare, regia di Antonio Calenda (1998)
- Tango di una vita (2000)
- Le ultime ore di A.I. (2000)
- Agamennone (2001)
- Coefore (2001)
- Eumenidi (2003)
- Ducato rosso sangue (2003)
- Re Lear di William Shakespeare, regia di Calenda (2004-2005)
- Datemi tre caravelle, regia di Quaranta e Schlieman (2005-2007)
- Il ponte, interprete e regista (2008)
- Amleto di William Shakespeare, regia di Armando Pugliese (2008/2010)
- Il sapore della cenere di Ariel Dorfman regia di Puerta Lopez, produttore (2009)
- La dodicesima notte di William Shakespeare, produttore (2011)
- Cyrano de Bergerac di Edmond Rostand, interprete e regista (2012-2013)
- Cyrano sulla luna di Tommaso Mattei, interprete e regista (2013/2014)
- Don Giovanni o Il convitato di pietra di Molière, interprete e regista (2014-2015)
- Romeo e Giulietta di William Shakespeare regia di Andrea Baracco (2016/2017)
- L'odore assordante del bianco - Vincent Van Gogh di Stefano Massini regia di Alessandro Maggi (2017)

### Letture ed eventi
- Il re degli interstizi (2005)
- Le confessioni di Sant'Agostino (2006)
- Letture da Carducci e Baudelaire (2007)
- Solo il Signore salva (2008)
- Lettura da La straniera (2008)
- Il mestiere d'amare. Dedicato a Cesare Pavese (2008)
- Il mito di Socrate (2009)
- Le confessioni di Sant'Agostino (2009-2011)
- Pierino e il lupo (2009)
- Raffaello. Una vita felice (2009)
- Letture da Il principe (2010)
- Recital I sonetti di Shakespeare (2010)
- Recital Pasolini: la divina Mimesis (2011)
- Musica e teatro Vivaldi: le pretre rouge (2011)
- Musica e teatro Dante - Symphonie Dantexperience - Il teatro della divina Commedia (2011)
- Recital San Filippo Neri (2011)
- Monologo Prometeo - a Veleia (2013)
- Recital Il piacere di essere Gabriele D'Annunzio (2015)
- Recital Dalla cuoca di D'Annunzio - Lettere e ricordi di Ariel (2016)
- Letture da Terra Atellana - Le Fabulae (2017)
- Melologo La corda (2017)
- Moby Dick (dal 2023)
- Recital e lettura dell'ultimo discorso dell'on di Matteotti alle camere riunite (2024)

## Musica
- Al Festival di Sanremo 2005, nella puntata dedicata agli abbinamenti VIP, ha accompagnato come pianista e cantante Nicky Nicolai e Stefano Di Battista Jazz Quartett nell'esecuzione del brano Che mistero è. Si presentò anche al Festival di Sanremo 2018 per cantare (nella serata dei duetti) con Ornella Vanoni, Bungaro e Pacifico il brano "Imparare ad amarsi".
- È autore delle ballate che si ascoltano nel film La seconda notte di nozze (2005), regia di Pupi Avati.
- Ha inciso un disco di musica sudamericana.[13]
- Ha partecipato all'album Vitae firmato dal compositore e autore Davide Cavuti (2016)

## Riconoscimenti
- Telegatto come personaggio maschile dell'anno per Elisa di Rivombrosa (2004)
- Telegrolla, per Elisa di Rivombrosa (2004)
- Telegrolla, per Il Capitano (2005)
- Efebo d'Argento, per Il Commissario De Luca (2008)
- Golden Chest, per Il Commissario De Luca (2008)
- Premio Alberto Sordi per l'impegno artistico e sociale (2008)
- Premio Martini Talento d'oro, per Amleto (2009)
- Premio Gassman – Teatranti dell'anno 2010, per Amleto (2010)
- Ciak d'Oro Stile d'Attore (2010)
- Premio Federico II, per Mine vaganti (2010)
- Premio come Migliore Attore - categoria Miniserie, Sorrisi e Canzoni TV per Sant'Agostino (2010)
- Ischia Film & Music Global Festival - Italian Movie Award 2010
- Giffoni Festival Award 2010
- Premio Golden Graal - miglior Attore di Teatro, per Amleto (2010)
- Premio Lancia per il Cinema - Nastri D'argento 2011
- Premio John Huston-Festival internazionale del film storico 2011, per il Sangue dei Vinti
- Premio Persefone - miglior attore di prosa classica, per Cyrano de Bergerac (2012)
- Premio Universo Teatro - Attore eclettico di teatro, cinema e TV oltre che regista e formatore di cultura teatrale, per l'impegno con Link Academy e il Teatro Stabile d'Abruzzo (2013)
- La Fenice di Venezia - Cavalchina Award, riconoscimento internazionale per la versatilità artistica in Teatro, Cinema e TV (2014)
- PulciNellaMente - Premio XVI edizione, per l'interpretazione di Don Diana nella fiction dedicatagli (2014)
- Premio Flaiano, Pegaso d'Oro per l'interpretazione di Don Diana nella fiction dedicatagli (2014)
- Premio CineDolmenFest-Città di Bisceglie, per l'interpretazione di Don Diana nella fiction dedicatagli (2014)
- Maschera d'Oro del Teatro italiano, per il miglior monologo Cyrano sulla luna (2014)
- Premio Shakespeare Theatre Award, Shakespeare Theatre Academy di Palermo (2016)
- Premio Nazionale di Cinematografia Castello d'Oro (2016)
- Premio Giuliano Gemma, alla carriera (2016)
- Clifton Taormina Award, Festival di Taormina (2016)